# ژیدژا
ژیدژا (به لاتین: Djidja) یک منطقهٔ مسکونی در بنین است که در استان زو واقع شده‌است. ژیدژا ۲٬۱۸۴ کیلومتر مربع مساحت و ۱۲۳٬۵۴۲ نفر جمعیت دارد.